# Cercopithecus albogularis
Il cercopiteco a gola bianca (Cercopithecus albogularis) è un primate della famiglia delle Cercopithecidae.

## Descrizione
La lunghezza del corpo può variare tra i 40 e 70 cm, il peso può raggiungere i 9 kg. Come per gli altri cercopitechi, vi è un notevole dimorfismo sessuale, con il maschio più grande della femmina. Il colore del corpo è grigio e le zampe sono quasi nere. Il nome comune è dovuto ad un anello chiaro presente sul collo.

## Distribuzione e habitat
La specie è presente in zone dell'Africa orientale e meridionale a est della Rift valley, in Somalia, Kenya, Tanzania e Sudafrica. L'habitat è prevalentemente la foresta.

## Biologia
Le abitudini di vita sono poco note, ma probabilmente sono simili a quelle del cercopiteco dal diadema. Si pensa quindi che conducano vita arboricola ed abbiano attività diurna, vivendo in gruppi territoriali formati da 10 a 40 individui. Si nutrono soprattutto di frutta, ma la dieta comprende anche semi e altri vegetali e occasionalmente vermi e altri piccoli animali. L'accoppiamento può avvenire in qualsiasi periodo dell'anno.

## Sottospecie
- Cercopithecus albogularis albogularis
- Cercopithecus albogularis albotorquatus
- Cercopithecus albogularis erythrarchus
- Cercopithecus albogularis francescae
- Cercopithecus albogularis kibonotensis
- Cercopithecus albogularis kolbi
- Cercopithecus albogularis labiatus
- Cercopithecus albogularis moloneyi
- Cercopithecus albogularis monoides
- Cercopithecus albogularis phylax
- Cercopithecus albogularis schwarzi
- Cercopithecus albogularis zammaranoi